# Letis orcynia
Letis orcynia är en fjärilsart som beskrevs av Druce. Letis orcynia ingår i släktet Letis och familjen nattflyn. Inga underarter finns listade i Catalogue of Life.